# Eugenia samuelssonii
Eugenia samuelssonii là một loài thực vật có hoa trong Họ Đào kim nương. Loài này được Ekman & Urb. mô tả khoa học đầu tiên năm 1928.